# Højsandet
Højsandet er en stor indlandsklit beliggende i Odsherred Kommune
Højsandet strækker sig fra udkanten af Rørvig til Dybesø i nord. Klitten danner grænse mellem mager sandhede i vest og frugbar jord i øst. Højsandet er menneskeskabt og dannet omkring risgærder opsat af bønderne i midten af 1800-tallet for at forhindre sandflugt. 
En sti fører over klitten frem til Dybesø